# Brion (Isère)
 Brion  es una población y comuna francesa, en la región de Ródano-Alpes, departamento de Isère, en el distrito de Grenoble y cantón de Saint-Étienne-de-Saint-Geoirs.
El municipio, situado en la meseta de Chambaran, es miembro de la Mancomunidad de Municipios de Bièvre Isère, con sede en Saint-Étienne-de-Saint-Geoirs. Sus habitantes son conocidos como los Brionnais.

## Demografía
| 137 | 133 | 134 | 128 | 132 | 138 |
| Para los censos de 1962 a 1999 la población legal corresponde a la población sin duplicidades (Fuente: INSEE [Consultar]) |     |     |     |     |     |